# Ічнянська міська територіальна громада
Ічнянська міська громада — територіальна громада в Україні, в Прилуцькому районі Чернігівської області. Адміністративний центр — місто Ічня.
Площа громади — 1140,81 км², населення — 22 928 мешканців (2018).
Утворена 23 лютого 2017 року шляхом об'єднання Ічнянської міської ради та Андріївської, Бакаївської, Більмачівської, Будянської, Бурімської, Гмирянської, Городнянської, Гужівської, Дорогинської, Заудайської, Івангородської, Іржавецької, Крупичпільської, Монастирищенської, Ольшанської, Припутнівської, Сезьківської, Ступаківської, Хаєнківської, Щурівської сільських рад Ічнянського району.
Відповідно до розпорядження Кабінету Міністрів України № 730-р від 12 червня 2020 року «Про визначення адміністративних центрів та затвердження територій територіальних громад Чернігівської області», до складу громади були включені території Рожнівської сільської ради Ічнянського району.
Відповідно до постанови Верховної Ради України від 17 червня 2020 року «Про утворення та ліквідацію районів», громада увійшла до новоствореного Прилуцького району.

## Населені пункти
До складу громади входять 1 місто (Ічня), 3 селища (Дружба, Коломійцеве, Куликівка) і 50 сіл: Августівка, Андріївка, Бакаївка, Барбурське, Безбородьків, Безводівка, Більмачівка, Буди, Бурімка, Веприк, Вишнівка, Воронівка, Гейці, Гмирянка, Городня, Грабів, Гужівка, Дзюбівка, Довбні, Дорогинка, Заудайка, Зінченкове, Івангород, Іржавець, Іценків, Киколи, Комарівка, Коршаки, Крупичполе, Лучківка, Максимівка, Монастирище, Нова Ольшана, Новий Поділ, Однольків, Ольшана, Пелюхівка, Припутні, Рожнівка, Сваричівка, Сезьки, Селихів, Ступаківка, Тарасівка, Тишківка, Томашівка, Хаєнки, Чорне, Шиловичі, Щурівка.

## Старостинські округи[4]
- Більмачівський старостинський округ (село Більмачівка)
- Будянський старостинський округ (села Сезьки, Гейці, Дзюбівка, Тишківка, Буди, Грабів, Лучківка, Пелюхівка, Чорне, селище Коломійцеве)
- Бурімський старостинський округ (села Бурімка, Безбородьків,  Шиловичі)
- Гмирянський старостинський округ (села Гмирянка, Щурівка, Іценків, Однольків,  Городня)
- Гужівський старостинський округ (село Гужівка)
- Дорогинський старостинський округ (села Дорогинка, Андріївка, Томашівка, Селихів, Бакаївка, Комарівка)
- Івангородський старостинський округ (село Івангород)
- Іржавецький старостинський округ (села Іржавець, Ступаківка, Зінченкове)
- Крупичпільській старостинський округ (села Крупичполе, Новий Поділ,  Сваричівка)
- Монастирищенський  старостинський округ (села Монастирище, Веприк, Заудайка, Коршаки, Хаєнки,  Воронівка, Киколи)
- Ольшанський старостинський округ (села Ольшана, Нова Ольшана, Тарасівка)
- Припутнівський старостинський округ (села Припутні, Барбурське, Вишнівка, селище Куликівка)
- Рожнівський  старостинський округ (села Рожнівка, Довбні,  Максимівка)